# Prezydium Sejmu
Prezydium Sejmu – naczelny organ kierowniczy Sejmu. W skład Prezydium Sejmu wchodzi Marszałek Sejmu wraz z wicemarszałkami. W jego pracach z głosem doradczym uczestniczy Szef Kancelarii Sejmu.
Do funkcji Prezydium Sejmu należą:
- ustalanie planu pracy Sejmu, po zasięgnięciu opinii Konwentu Seniorów
- przygotowywanie wykładni Regulaminu Izby, po zasięgnięciu opinii Komisji Regulaminowej, Spraw Poselskich i Immunitetowych
- ustalanie zasad doradztwa naukowego i ekspertyz
- zajmowanie się kwestiami prawnymi posłów
- przekazywanie poszczególnym komisjom sejmowym odpowiednich spraw do rozpatrzenia
- opiniowanie spraw wniesionych przez Marszałka Sejmu.

Liczbę wicemarszałków ustala w drodze uchwały Sejm.

## III Rzeczpospolita

### Prezydium X kadencji Sejmu (od 13 listopada 2023)
- Marszałek Sejmu
  - Szymon Hołownia (Polska 2050) od 13 listopada 2023
- Wicemarszałkowie
  - Krzysztof Bosak (Ruch Narodowy/Konfederacja) od 13 listopada 2023
  - Włodzimierz Czarzasty (Nowa Lewica/Lewica) od 13 listopada 2023
  - Dorota Niedziela (KO) od 13 listopada 2023
  - Monika Wielichowska (KO) od 13 listopada 2023
  - Piotr Zgorzelski (PSL/KP) od 13 listopada 2023

### Prezydium IX kadencji Sejmu (od 12 listopada 2019 do 12 listopada 2023)
- Marszałek Sejmu
  - Elżbieta Witek (PiS) od 12 listopada 2019 do 12 listopada 2023
- Wicemarszałkowie
  - Włodzimierz Czarzasty (Nowa Lewica/Lewica) od 12 listopada 2019 do 12 listopada 2023
  - Małgorzata Gosiewska (PiS) od 12 listopada 2019 do 12 listopada 2023
  - Małgorzata Kidawa-Błońska (KO) od 12 listopada 2019 do 12 listopada 2023
  - Ryszard Terlecki (PiS) od 12 listopada 2019 do 12 listopada 2023
  - Piotr Zgorzelski (PSL/KP) od 12 listopada 2019 do 12 listopada 2023

### Prezydium VIII kadencji Sejmu (od 11 listopada 2015 do 12 listopada 2019)
- Marszałek Sejmu
  - Marek Kuchciński (PiS) od 12 listopada 2015 do 9 sierpnia 2019
  - Elżbieta Witek (PiS) od 9 sierpnia 2019 do 11 listopada 2019
- Wicemarszałkowie
  - Ryszard Terlecki (PiS) od 12 listopada 2015 do 11 listopada 2019
  - Małgorzata Kidawa-Błońska (PO/KO) od 12 listopada 2015 do 11 listopada 2019
  - Stanisław Tyszka (Kukiz’15) od 12 listopada 2015 do 11 listopada 2019
  - Barbara Dolniak (Nowoczesna, od 13 czerwca 2019 KO) od 12 listopada 2015 do 11 listopada 2019
  - Małgorzata Gosiewska (PiS) od 12 czerwca 2019 do 11 listopada 2019
  - Beata Mazurek (PiS) od 11 stycznia 2018 do 28 maja 2019
  - Joachim Brudziński (PiS) od 12 listopada 2015 do 9 stycznia 2018[a]

### Prezydium VII kadencji Sejmu (od 8 listopada 2011 do 11 listopada 2015)
- Marszałek Sejmu
  - Ewa Kopacz (PO) od 8 listopada 2011 do 22 września 2014
  - Radosław Sikorski (PO) od 24 września 2014 do 23 czerwca 2015
  - Małgorzata Kidawa-Błońska (PO) od 25 czerwca 2015 do 11 listopada 2015
- Wicemarszałkowie
  - Marek Kuchciński (PiS) od 8 listopada 2011 do 11 listopada 2015
  - Wanda Nowicka (Ruch Palikota, od 13 lutego 2013 niezrzeszona) od 8 listopada 2011 do 11 listopada 2015
  - Jerzy Wenderlich (SLD) od 8 listopada 2011 do 11 listopada 2015
  - Eugeniusz Grzeszczak (PSL) od 8 listopada 2011 do 11 listopada 2015
  - Elżbieta Radziszewska (PO) od 24 września 2014 do 11 listopada 2015
  - Cezary Grabarczyk (PO) od 8 listopada 2011 do 22 września 2014

### Prezydium VI kadencji Sejmu (od 5 listopada 2007 do 7 listopada 2011)
- Marszałek Sejmu
  - Bronisław Komorowski (PO) od 5 listopada 2007 do 8 lipca 2010
  - Grzegorz Schetyna (PO) od 8 lipca 2010 do 7 listopada 2011
- Wicemarszałkowie
  - Stefan Niesiołowski (PO) od 6 listopada 2007 do 7 listopada 2011
  - Ewa Kierzkowska (PSL) od 18 czerwca 2009 do 7 listopada 2011
  - Jerzy Wenderlich (SLD) od 8 lipca 2010 do 7 listopada 2011
  - Marek Kuchciński (PiS) od 4 sierpnia 2010 do 7 listopada 2011
  - Jarosław Kalinowski (PSL) od 6 listopada 2007 do 10 czerwca 2009
  - Krzysztof Putra (PiS) od 6 listopada 2007 do 10 kwietnia 2010
  - Jerzy Szmajdziński (SLD) od 6 listopada 2007 do 10 kwietnia 2010

### Prezydium V kadencji Sejmu (od 26 października 2005 do 4 listopada 2007)
- Marszałkowie Sejmu
  - Marek Jurek (PiS, od 19 kwietnia 2007 Prawica RP) od 26 października 2005 do 27 kwietnia 2007
  - Ludwik Dorn (PiS) od 27 kwietnia 2007 do 4 listopada 2007
- Wicemarszałkowie Sejmu od 26 października 2005
  - Bronisław Komorowski (PO) od 26 października 2005 do 4 listopada 2007
  - Jarosław Kalinowski (PSL) od 26 października 2005 do 4 listopada 2007
  - Wojciech Olejniczak (SLD) od 26 października 2005 do 4 listopada 2007
  - Marek Kotlinowski (LPR) od 26 października 2005 do 27 października 2006
  - Genowefa Wiśniowska (Samoobrona RP) od 9 maja 2006 do 4 listopada 2007
  - Janusz Dobrosz (LPR) od 16 listopada 2006 do 4 listopada 2007
  - Andrzej Lepper (Samoobrona RP), od 26 października 2005 do 9 maja 2006

### Prezydium IV kadencji Sejmu (od 19 października 2001 do 18 października 2005)
- Marszałkowie Sejmu
  - Marek Borowski (SLD, od 26 marca 2004 SdPl) od 19 października 2001 do 20 kwietnia 2004
  - Józef Oleksy (SLD), od 21 kwietnia 2004 do 5 stycznia 2005
  - Włodzimierz Cimoszewicz (SLD) od 5 stycznia 2005 do 18 października 2005
- Wicemarszałkowie Sejmu
  - Donald Tusk (PO) od 19 października 2001 do 18 października 2005
  - Tomasz Nałęcz (UP, od 1 kwietnia 2004 SdPl) od 19 października 2001 do 18 października 2005
  - Janusz Wojciechowski (PSL) od 19 października 2001 do 16 czerwca 2004
  - Kazimierz Michał Ujazdowski (PiS) od 2 lipca 2004 do 18 października 2005
  - Józef Zych (PSL) od 2 lipca 2004 do 18 października 2005
  - Andrzej Lepper (Samoobrona RP), od 19 października 2001 do 29 listopada 2001

### Prezydium III kadencji Sejmu (od 20 października 1997 do 18 października 2001)
- Marszałek Sejmu
  - Maciej Płażyński (AWS, od 19 stycznia 2001 PO), od 20 października 1997 do 18 października 2001
- Wicemarszałkowie Sejmu
  - Marek Borowski (SLD) od 20 października 1997 do 18 października 2001
  - Jan Król (UW) od 20 października 1997 do 18 października 2001
  - Franciszek Stefaniuk (PSL) od 20 października 1997 do 18 października 2001
  - Stanisław Zając (AWS) od 20 października 1997 do 18 października 2001

### Prezydium II kadencji Sejmu (od 14 października 1993 do 19 października 1997)
- Marszałkowie Sejmu
  - Józef Oleksy (SdRP), od 14 października 1993 do 3 marca 1995
  - Józef Zych (PSL) od 3 marca 1995 do 19 października 1997
- Wicemarszałkowie Sejmu
  - Olga Krzyżanowska (UW) od 14 października 1993 do 19 października 1997
  - Józef Zych (PSL) od 14 października 1993 do 3 marca 1995
  - Włodzimierz Cimoszewicz (SdRP) od 3 marca 1995 do 7 lutego 1996
  - Marek Borowski (SdRP) od 16 lutego 1996 do 19 października 1997
  - Aleksander Małachowski (UP) od 14 października 1993 do 19 października 1997

### Prezydium I kadencji Sejmu (od 24 listopada 1991 do 14 października 1993)
- Marszałek Sejmu
  - Wiesław Chrzanowski (ZChN), od 25 listopada 1991 do 14 października 1993
- Wicemarszałkowie Sejmu, funkcję pełnili od 25 listopada 1991
  - Jacek Kurczewski (KLD) od 25 listopada 1991 do 14 października 1993
  - Dariusz Wójcik (KPN) od 25 listopada 1991 do 14 października 1993
  - Józef Zych (PSL) od 25 listopada 1991 do 14 października 1993
  - Henryk Bąk (PSL-PL) od 25 listopada 1991 do 14 października 1993
  - Andrzej Kern (PC) od 25 listopada 1991 do 14 października 1993

### Prezydium Sejmu X kadencji (od 1 stycznia 1990 do 1991)
- Marszałek Sejmu
  - Mikołaj Kozakiewicz (PSL „Odrodzenie”/PSL) do 25 listopada 1991
- Wicemarszałkowie Sejmu
  - Teresa Dobielińska-Eliszewska (SD) do 25 listopada 1991
  - Olga Krzyżanowska (KO/UD) do 25 listopada 1991
  - Tadeusz Fiszbach (PZPR/PUS) do 25 listopada 1991

## Polska powojenna i PRL

### Prezydium Sejmu X kadencji do 31 grudnia 1989
- Marszałek Sejmu
  - Mikołaj Kozakiewicz (ur. 1923, zm. 1998)
- Wicemarszałkowie Sejmu
  - Teresa Dobielińska-Eliszewska
  - Olga Krzyżanowska
  - Tadeusz Fiszbach

### Prezydium Sejmu IX kadencji (od 1985 do 1989)
- Marszałek Sejmu
  - Roman Malinowski
- Wicemarszałkowie Sejmu
  - Jadwiga Biedrzycka
  - Elżbieta Łucja Gacek od czerwca 1988 do 1989
  - Jerzy Ozdowski (ur. 1925, zm. 1994)
  - Tadeusz Porębski (ur. 1931, zm. 2001), od czerwca 1988 do 1989
  - Marek Wieczorek (ur. 1929, zm. 2005)
  - Mieczysław F. Rakowski (ur. 1926, zm. 2008)

### Prezydium Sejmu VIII kadencji (od 1980 do 1985)
- Marszałek Sejmu
  - Stanisław Gucwa (ur. 1919, zm. 1994)
- Wicemarszałkowie Sejmu
  - Piotr Stefański
  - Andrzej Werblan
  - Jerzy Ozdowski (ur. 1925, zm. 1994), od 21 lipca 1982 do 1985
  - Zbigniew Gertych (ur. 1922, zm. 2008), od 21 lipca 1982 do 1985
  - Halina Skibniewska (ur. 1921, zm. 2011)

### Prezydium Sejmu VII kadencji (od 1976 do 1980)
- Marszałek Sejmu
  - Stanisław Gucwa (ur. 1919, zm. 1994)
- Wicemarszałkowie Sejmu
  - Piotr Stefański (ur. 1931, zm. 2014)
  - Andrzej Werblan
  - Halina Skibniewska (ur. 1921, zm. 2011)

### Prezydium Sejmu VI kadencji (od 1972 do 1976)
- Marszałek Sejmu
  - Stanisław Gucwa (ur. 1919, zm. 1994)
- Wicemarszałkowie Sejmu
  - Andrzej Werblan
  - Andrzej Benesz (ur. 1918, zm. 1976)
  - Halina Skibniewska (ur. 1921, zm. 2011)

### Prezydium Sejmu V kadencji (od 1969 do 1972)
- Marszałek Sejmu
  - Czesław Wycech (ur. 1899, zm. 1977), do 11 lutego 1971
  - Dyzma Gałaj (ur. 1915, zm. 2000), od 11 lutego 1971
- Wicemarszałkowie Sejmu
  - Andrzej Werblan po 13 lutego 1971 do 1972
  - Andrzej Benesz (ur. 1918, zm. 1976), po 13 lutego 1971 do 1972
  - Jan Karol Wende (ur. 1910, zm. 1986)
  - Zenon Kliszko (ur. 1908, zm. 1989)
  - Halina Skibniewska (ur. 1921, zm. 2011), od 13 lutego 1971 do 1972

### Prezydium Sejmu IV kadencji (od 1965 do 1969)
- Marszałek Sejmu
  - Czesław Wycech (ur. 1899, zm. 1977)
- Wicemarszałkowie Sejmu
  - Jan Karol Wende (ur. 1910, zm. 1986)
  - Zenon Kliszko (ur. 1908, zm. 1989)

### Prezydium Sejmu III kadencji (od 1961 do 1965)
- Marszałek Sejmu
  - Czesław Wycech (ur. 1899, zm. 1977)
- Wicemarszałkowie Sejmu
  - Jan Karol Wende (ur. 1910, zm. 1986)
  - Zenon Kliszko (ur. 1908, zm. 1989)

### Prezydium Sejmu II kadencji (od 1957 do 1961)
- Marszałek Sejmu
  - Czesław Wycech (ur. 1899, zm. 1977)
- Wicemarszałkowie Sejmu
  - Zenon Kliszko (ur. 1908, zm. 1989)
  - Jerzy Jodłowski (ur. 1909, zm. 2000)

### Prezydium Sejmu I kadencji (od 1952 do 1956)
- Marszałek Sejmu
  - Jan Dembowski (ur. 1889, zm. 1963)
- Wicemarszałkowie Sejmu
  - Franciszek Mazur (ur. 1895, zm. 1975)
  - Stanisław Kulczyński (ur. 1895, zm. 1975)
  - Józef Ozga-Michalski (ur. 1919, zm. 2002)

### Prezydium Sejmu Ustawodawczego (od 1947 do 1952)
- Marszałek Sejmu
  - Władysław Kowalski (ur. 1894, zm. 1958)
- Wicemarszałkowie Sejmu
  - Wacław Barcikowski (ur. 1887, zm. 1981)
  - Stanisław Szwalbe (ur. 1898, zm. 1996)
  - Roman Zambrowski (ur. 1909, zm. 1997)

## II Rzeczpospolita

### Prezydium Sejmu V kadencji (od 1938 do 1939)
- Marszałek Sejmu
  - Wacław Makowski
- Wicemarszałkowie Sejmu
  - Wasyl Mudry (UNDO)
  - Zygmunt Wenda (OZN)
  - Wacław Długosz (OZN)
  - Jan Henryk Jedynak (OZN)
  - Leon Surzyński (OZN)

### Prezydium Sejmu IV kadencji (od 1935 do 1938)
- Marszałek Sejmu
  - Stanisław Car, Walery Sławek (BBWR)
- Wicemarszałkowie Sejmu
  - Bogusław Miedziński (BBWR)
  - Tadeusz Schaetzel (BBWR)
  - Bohdan Podoski (BBWR)
  - Władysław Byrka (BBWR), po 22 czerwca 1936 Stanisław Kielak (OZN)
  - Wasyl Mudry (UNDO)

### Prezydium Sejmu III kadencji (od 1930 do 1935)
- Marszałek Sejmu
  - Kazimierz Świtalski (BBWR) – zwyciężył z Aleksandrem Zwierzyńskim z SN
- Wicemarszałkowie Sejmu
  - Stanisław Car (BBWR)
  - Jan Piłsudski (BBWR), zrezygnował ze stanowiska 1 października 1931
  - Karol Polakiewicz (BBWR), zrzekł się mandatu 8 marca 1935 roku
  - Seweryn Czetwertyński (SN), zrezygnował 28 października 1931
  - Jan Dąbski (ZOPiWL-PSL „Piast”), zmarł 5 czerwca 1931, na jego miejsce wybrano Wacława Makowskiego z BBWR

### Prezydium Sejmu II kadencji (od 1928 do 1930)
- Marszałek Sejmu
  - Ignacy Daszyński (PPS) – wygrał z Kazimierzem Bartlem z BBWR
- Wicemarszałkowie Sejmu
  - Jan Woźnicki (PSL „Wyzwolenie”), zrezygnował ze stanowiska 5 lutego 1930; Michał Róg (PSL "Wyzwolenie) od 7 lutego 1930
  - Zygmunt Marek; Kazimierz Pużak (wybrany 31 stycznia 1930, natychmiast zrezygnował ze stanowiska); Zygmunt Żuławski (PPS), wybrany 7 lutego 1930
  - Jan Dębski (PSL „Piast”)
  - Seweryn Czetwertyński (ND)
  - Wołodymyr Zahajkewycz (Ukraińsko-Białoruski Klub Sejmowy)

### Prezydium Sejmu I kadencji (od 1922 do 1928)
- Marszałek Sejmu
  - Maciej Rataj (PSL „Piast”) – zwyciężył z Eugeniuszem Śmiarowskim z „Wyzwolenie”
- Wicemarszałkowie Sejmu
  - Ludwik Gdyk (ChD)
  - Juliusz Poniatowski (PSL „Wyzwolenie”)
  - Jędrzej Moraczewski, po 25 listopada 1925 Ignacy Daszyński (PPS)
  - Stanisław Osiecki (PSL „Piast”), po 25 listopada 1925 Jan Dębski
  - Zygmunt Seyda, po 27 lutego 1925 Leon Pluciński, zrzekł się mandatu we wrześniu 1926 roku, po 16 listopada 1926 Aleksander Zwierzyński (ZLN)

### Prezydium Sejmu Ustawodawczego (od 1919 do 1922)
- Marszałek Sejmu
  - Wojciech Trąmpczyński (bezp.)
- Wicemarszałkowie Sejmu
  - Andrzej Maj (Narodowa Demokracja)
  - Stanisław Osiecki (PSL „Wyzwolenie”)
  - Jakub Bojko (PSL „Piast”)
  - Jędrzej Moraczewski (PPS)
  - Józef Ostachowski (Polski Związek Ludowy)
  - Stanisław Nowicki (NZR), piastował funkcję od 30 czerwca do 1 października 1919 roku
  - ks. Antoni Stychel (ZL-N), objął funkcję 21 października 1919